# Équipe de Belgique de football en 1924
Maillots
Chronologie
Saison précédente Saison suivante
L'équipe de Belgique de football connaît une saison difficile en 1924. Malgré une préparation qui se voulait exemplaire, elle ne parvient pas à conserver son titre olympique de 1920, se faisant sèchement éliminer dès le premier tour par l'équipe suédoise. Pour cette préparation, la fédération introduit des nouveautés en créant notamment une équipe B, réserve de la sélection nationale, et en multipliant les rencontres amicales avant la compétition décisive. Sur l'ensemble de la saison, l'équipe belge enregistre 4 défaites, dont certaines lourdes, sur 8 matchs.

## Résumé de la saison
Tenante du titre olympique, la sélection belge se devait de faire honneur à son rang lors des Jeux de Paris et les responsables de la fédération mirent tout en œuvre afin de préparer au mieux les joueurs pour cette épreuve. Un nombre impressionnant, pour l'époque, de matchs d'entraînement furent organisés.
Le premier d'entre eux vit les Diables Rouges se déplacer à Paris, le 13 janvier 1924, pour la confrontation annuelle contre l'équipe de France. Celle-ci s'impose (2-0) avec un but tout juste avant et un but tout juste après le repos.
Après avoir partagé l'enjeu face à la sélection officieuse hollandaise des Zwaluwen (nl) (3-0) sur La Butte à l'occasion de la traditionnelle rencontre du mardi gras, les Belges disputent ensuite, à un mois d'intervalle, la double confrontation annuelle contre les Pays-Bas. Les deux rencontres s'achèvent sur autant de matchs nuls (1-1),,.

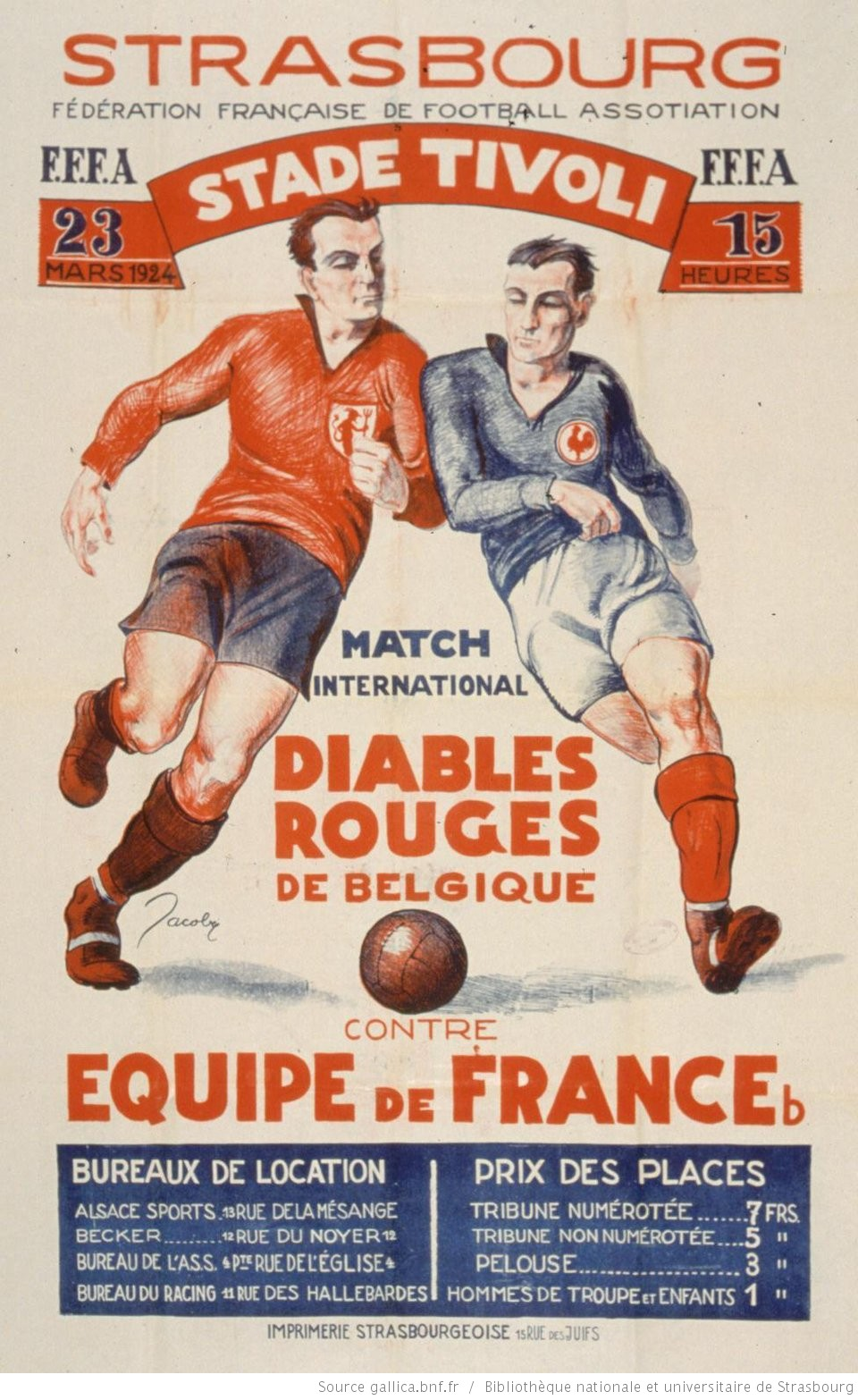
Affiche de la première rencontre des Diables Rouges B, contre la France B, à Strasbourg, le 23 mars 1924.
Auteur: Jean Jacoby (1891-1936).

L'attention particulière portée à la préparation de la sélection mena également à la création d'une deuxième équipe, une équipe « réserve » ou « équipe B ». Ne disputant aucune rencontre ou compétition officielle, cette équipe B constituant toutefois une « antichambre » de l'équipe principale, autorisant ainsi des tests de joueurs ou des essais tactiques sans conséquences néfastes pour la sélection majeure. Cette équipe de Belgique dite des « aspirants » commence ses activités le 23 mars avec un match contre la France B à Strasbourg. Cette première sortie est sanctionnée d'une défaite (1-0).

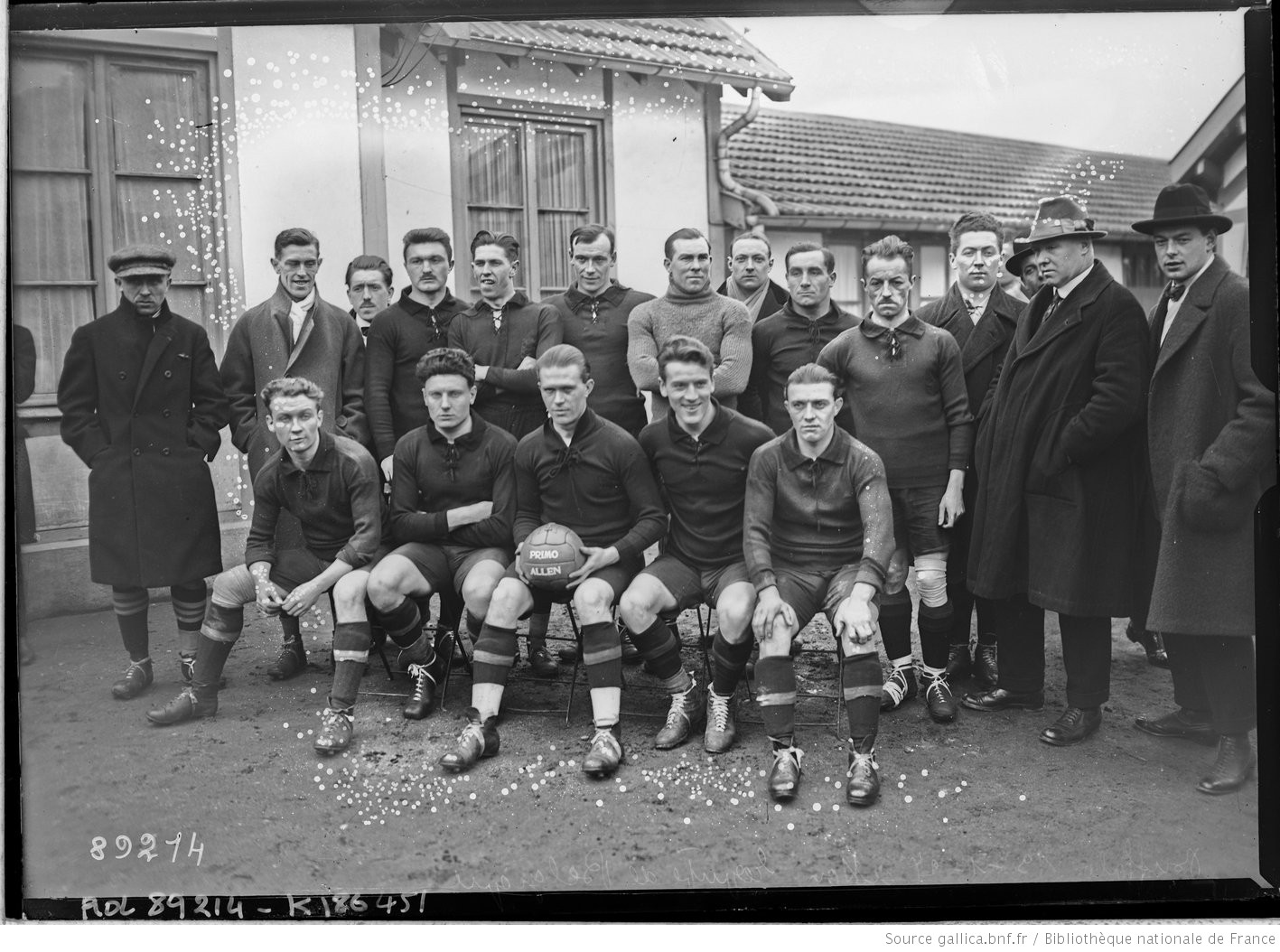
L'équipe nationale belge, le 13 janvier 1924, avant la rencontre contre la France au Stade Buffalo de Montrouge.

C'est ainsi également que trois semaines avant le match d'ouverture du tournoi olympique, trois formations belges différentes disputèrent trois rencontres en trois jours : un nul (0-0) à Bruxelles contre une sélection hongroise, une défaite (1-2) à Anvers contre Preston North End et une courte victoire (2-1) à Arlon contre l'équipe luxembourgoise. Une semaine plus tard, le 11 mai, à Luxembourg, suit une courte défaite (2-1) d'une quatrième sélection belge toujours contre les Lions Rouges. Enfin, une cinquième équipe belge s'incline également (0-2) à Verviers face à une sélection de la banlieue londonienne de Charlton.
Qui plus est, les internationaux sélectionnés étaient déjà sur place huit jours avant le début de la compétition et s'adonnèrent à un entraînement intensif au parc de Saint-Cloud : sprint, cross-promenade, travail technique, séances de tirs, rien ne fut négligé pour que les Diables Rouges se présentent dans d'excellentes conditions à Colombes. Quand le sort leur désigna la Suède comme adversaire, rares étaient ceux qui imaginaient que les Belges ne passerait pas cet écueil. Cependant, quatre ans après avoir été sacrés champions olympiques et avec huit médaillés d'or au sein de l'équipe, la Belgique connut la défaite la plus humiliante de son histoire (8-1).
Comme excuses, l'on cita un manque de rajeunissement des cadres ou encore une surcharge du calendrier du championnat national. Les internationaux eux-mêmes jugèrent qu'ils avaient été surentraînés et mettaient la défaite cinglante sur le compte de la fatigue. Une dizaine de jours plus tard, le 10 juin, l'affront fut vengé sans aucune concession (5-0), à l'Union, de nouveau contre des suédois désormais médaillés de bronze mais exténués par leur brillante campagne olympique. Pour l'attribution de la troisième place, ils avaient en effet dû rencontrer les Pays-Bas à deux reprises à Paris, le dimanche et le lundi, après qu'un replay fut nécessaire (le match contre la Belgique eut lieu le mardi !). Cette rencontre, dont les circonstances n'autorisaient dès lors qu'une maigre consolation, ne fut toutefois pas reconnue officiellement et ne figure donc pas dans les statistiques des deux équipes.
Le 5 octobre, l'équipe belge se déplace en bateau vers Copenhague en vue d'y rencontrer le Danemark. Elle s'incline (2-1) avec notamment trois joueurs du RSC Anderlecht qui venait de signer sa seconde montée au plus haut échelon national et envoyait là ses premiers représentants en équipe nationale. À la même date, « Derrière les Casernes » à Malines, les aspirants sont opposés pour la troisième fois de l'année aux luxembourgeois et s'en défont facilement (4-1),.
Un mois plus tard, dans le cadre des festivités de l'armistice, la Belgique reçoit la France dans le Stade du Daring et s'impose (3-0) sur le premier but de Pierre Braine en sélection et un doublé de Georges De Spae, son second de la saison,.
En baisser de rideau de l'année, les Diables Rouges se rendent en Angleterre, le 8 décembre à West Bromwich, et sont une nouvelle fois battus sèchement (4-0), non sans que leur gardien de but, Jean De Bie, ne se distingue en arrêtant un penalty de Billy Walker lui refusant ainsi un hat trick.

## Les matchs
| Match amical                                                     | France                 | 2 - 0   | Belgique | Stade Buffalo Montrouge, France               |                                               |
| 13 janvier 1924 · 14:00 heure locale · Historique des rencontres | Gross 43e · Rénier 49e | (1 – 0) |          | Spectateurs : 30 000 Arbitrage : Thomas Small | Spectateurs : 30 000 Arbitrage : Thomas Small |
| 13 janvier 1924 · 14:00 heure locale · Historique des rencontres | Rapport                |         |          | Spectateurs : 30 000 Arbitrage : Thomas Small | Spectateurs : 30 000 Arbitrage : Thomas Small |

| Match amical                                                  | Pays-Bas | 1 - 1   | Belgique   | Het Nederlandsch Sportpark (nl) Amsterdam, Pays-Bas       |                                                           |
| 23 mars 1924 · 14:30 heure locale · Historique des rencontres | Pijl 28e | (1 – 1) | Coppée 13e | Spectateurs : 30 000 Arbitrage : Peder Christian Andersen | Spectateurs : 30 000 Arbitrage : Peder Christian Andersen |
| 23 mars 1924 · 14:30 heure locale · Historique des rencontres | Rapport  |         |            | Spectateurs : 30 000 Arbitrage : Peder Christian Andersen | Spectateurs : 30 000 Arbitrage : Peder Christian Andersen |

| Match amical Coupe Van den Abeele                              | Belgique  | 1 - 1   | Pays-Bas        | Stade olympique Anvers, Belgique                       |                                                        |
| 27 avril 1924 · 15:00 heure locale · Historique des rencontres | Thijs 78e | (1 – 1) | Visser (nl) 74e | Spectateurs : 30 000 Arbitrage : Arthur Kingscott (en) | Spectateurs : 30 000 Arbitrage : Arthur Kingscott (en) |
| 27 avril 1924 · 15:00 heure locale · Historique des rencontres | Rapport   |         |                 | Spectateurs : 30 000 Arbitrage : Arthur Kingscott (en) | Spectateurs : 30 000 Arbitrage : Arthur Kingscott (en) |

| Jeux olympiques 1924 Huitièmes de finale                     | Suède                                                              | 8 - 1   | Belgique   | Stade olympique de Colombes Paris, France          |                                                    |
| 29 mai 1924 · 16:00 heure locale · Historique des rencontres | Kock 8e 24e 77e · Rydell 20e 61e 83e · Brommesson 30e · Keller 46e | (4 – 0) | Larnoe 66e | Spectateurs : 8 532 Arbitrage : Heinrich Retschury | Spectateurs : 8 532 Arbitrage : Heinrich Retschury |
| 29 mai 1924 · 16:00 heure locale · Historique des rencontres | Rapport                                                            |         |            | Spectateurs : 8 532 Arbitrage : Heinrich Retschury | Spectateurs : 8 532 Arbitrage : Heinrich Retschury |

| Non officiel                                                  | Belgique                                         | 5 - 0   | Suède | Stade du Parc Duden Forest, Belgique             |                                                  |
| 10 juin 1924 · 18:30 heure locale · Historique des rencontres | Gillis 6e · De Spae 14e 76e · Henderickx 17e 80e | (3 – 0) |       | Spectateurs : 20 000 Arbitrage : Charles Barette | Spectateurs : 20 000 Arbitrage : Charles Barette |

Note : Ce match amical ne fut pas reconnu comme rencontre officielle et ne figure donc pas dans les statistiques officielles des deux équipes.
| Match amical                                                    | Danemark       | 2 - 1   | Belgique  | Københavns Idrætspark (en) Copenhague, Danemark |                                               |
| 5 octobre 1924 · 13:00 heure locale · Historique des rencontres | Nielsen 8e 34e | (2 – 0) | Adams 59e | Spectateurs : 20 000 Arbitrage : Otto Ohlsson   | Spectateurs : 20 000 Arbitrage : Otto Ohlsson |
| 5 octobre 1924 · 13:00 heure locale · Historique des rencontres | Rapport        |         |           | Spectateurs : 20 000 Arbitrage : Otto Ohlsson   | Spectateurs : 20 000 Arbitrage : Otto Ohlsson |

| Match amical                                                      | Belgique                    | 3 - 0   | France | Stade du Daring Molenbeek-Saint-Jean, Belgique |                                                |
| 11 novembre 1924 · 14:15 heure locale · Historique des rencontres | Braine 2e · De Spae 47e 52e | (1 – 0) |        | Spectateurs : 27 000 Arbitrage : Ruben Gelbord | Spectateurs : 27 000 Arbitrage : Ruben Gelbord |
| 11 novembre 1924 · 14:15 heure locale · Historique des rencontres | Rapport                     |         |        | Spectateurs : 27 000 Arbitrage : Ruben Gelbord | Spectateurs : 27 000 Arbitrage : Ruben Gelbord |

| Match amical                                                     | Angleterre                        | 4 - 0   | Belgique | The Hawthorns West Bromwich, Angleterre         |                                                 |
| 8 décembre 1924 · 14:00 heure locale · Historique des rencontres | Bradford 17e 61e · Walker 59e 66e | (1 – 0) |          | Spectateurs : 15 405 Arbitrage : John McFarlane | Spectateurs : 15 405 Arbitrage : John McFarlane |
| 8 décembre 1924 · 14:00 heure locale · Historique des rencontres | Rapport                           |         |          | Spectateurs : 15 405 Arbitrage : John McFarlane | Spectateurs : 15 405 Arbitrage : John McFarlane |

## Les joueurs
| Joueurs              | Joueurs                  | Amical | Amical | Amical | JO 1924 | Non officiel | Amical | Amical | Amical |
| -------------------- | ------------------------ | ------ | ------ | ------ | ------- | ------------ | ------ | ------ | ------ |
| Gardiens de but      |                          |        |        |        |         |              |        |        |        |
| Jean De Bie          | Racing Club de Bruxelles | 90     | 90     | 90     | 90      | 90           |        | 90     | 90     |
| Joseph Paty          | Standard de Liège        |        |        |        | r       |              |        |        |        |
| Jean Caudron         | SC Anderlechtois         |        |        |        |         |              | 90     |        |        |
| Défenseurs           |                          |        |        |        |         |              |        |        |        |
| Armand Swartenbroeks | Daring Club de Bruxelles | 90     | 90     | 90     | 90      | 90           |        | 90     | 90     |
| Oscar Verbeeck       | Union Saint-Gilloise     | 90     | 90     | 90     | 90      | 90           | 90     |        |        |
| Auguste Pelsmaecker  | Beerschot AC             |        |        | 90     | 90      | 90           |        |        |        |
| François Demol       | Union Saint-Gilloise     |        |        |        | r       |              | 90     | 90     |        |
| Édouard Morlet       | Daring Club de Bruxelles |        |        |        |         |              |        | 90     |        |
| Louis Baes           | RCS Brugeois             |        |        |        |         |              |        |        | 90,    |
| Milieux              |                          |        |        |        |         |              |        |        |        |
| André Fierens        | Beerschot AC             | 90     | 90     | 90     | 90      | 90           |        |        |        |
| Florimond Vanhalme   | RCS Brugeois             | 90     |        |        | r       |              | 90     |        |        |
| Achille Schelstraete | RCS Brugeois             | 90     |        |        | 90      |              |        |        |        |
| Corneille Elst       | Beerschot AC             | 90     |        |        |         |              |        |        |        |
| Émile Hanse          | Union Saint-Gilloise     |        | 90     | 90     | r       | 90           | 90     |        |        |
| Joseph Musch         | Union Saint-Gilloise     |        | 90     |        | r       |              |        |        |        |
| Georges De Spae      | ARA La Gantoise          |        |        |        | r       | 90           |        | 90 ,   |        |
| Albert Henderickx    | Beerschot AC             |        |        |        | r       | 90           | 90,    |        |        |
| Fernand Lorphèvre    | White Star AC            |        |        |        | r       |              |        |        |        |
| Pierre Braine        | Beerschot AC             |        |        |        |         |              | 90     | 90     | 90     |
| Charles De Munter    | SC Anderlechtois         |        |        |        |         |              | 90,    |        |        |
| Joseph Augustus      | Royal Antwerp FC         |        |        |        |         |              |        | 90     | 90     |
| Léopold Dries        | Berchem Sport            |        |        |        |         |              |        | 90     | 90     |
| Gustave Van Goethem  | Berchem Sport            |        |        |        |         |              |        | 90,    |        |
| Julien Cnudde        | Union Saint-Gilloise     |        |        |        |         |              |        |        | 90,    |
| Attaquants           |                          |        |        |        |         |              |        |        |        |
| Maurice Gillis       | Standard de Liège        | 90     | 90     |        | 90      | 90           | 90     | 90     | 90     |
| Henri Larnoe         | Beerschot AC             | 90     | 90     | 90     | 90      |              |        |        |        |
| Ivan Thijs           | Beerschot AC             | 90     |        | 90     | r       |              |        |        |        |
| Désiré Bastin        | Royal Antwerp FC         | 90     |        | 90     | 90      |              | 90     | 90     | 90     |
| Robert Coppée        | Union Saint-Gilloise     |        | 90     | 90     | 90      |              |        |        |        |
| Laurent Grimmonprez  | Racing Club de Gand      |        | 90     | 90     | r       | 90           |        |        | 90     |
| Victor Houet         | Tilleur FC               |        | 90     |        | r       |              |        |        |        |
| Louis Van Hege       | Union Saint-Gilloise     |        |        |        | 90      | 90           |        |        |        |
| Ferdinand Adams      | SC Anderlechtois         |        |        |        |         |              | 90 ,   |        | 90     |

Un « r » indique un joueur qui était parmi les remplaçants mais qui n'est pas monté au jeu.
1. 1 2 3 4 5 6 7 8 9 10 11 12  Première sélection officielle pour le joueur.
2. 1 2 3 4 5 6 7 8 9 10  Dernière sélection officielle pour le joueur.
3. 1 2 3  Premier but officiel pour le joueur.

## Sources